# Lac de la Perdrix Blanche
Lac de la Perdrix Blanche är en sjö i Kanada.   Den ligger i regionen Saguenay–Lac-Saint-Jean och provinsen Québec, i den östra delen av landet, 500 km nordost om huvudstaden Ottawa. Lac de la Perdrix Blanche ligger 281 meter över havet. Arean är 3,1 kvadratkilometer. Den sträcker sig 5,6 kilometer i nord-sydlig riktning, och 2,0 kilometer i öst-västlig riktning.
I omgivningarna runt Lac de la Perdrix Blanche växer i huvudsak blandskog. Trakten runt Lac de la Perdrix Blanche är nära nog obefolkad, med mindre än två invånare per kvadratkilometer.